# Кшива (Любуське воєводство)
Кшива (пол. Krzywa) — село в Польщі, у гміні Новоґруд-Бобжанський Зеленогурського повіту Любуського воєводства.
Населення — 123 особи (2011).
У 1975-1998 роках село належало до Зеленогурського воєводства.

## Демографія
Демографічна структура станом на 31 березня 2011 року:
|          | Загалом | Допрацездатний вік | Працездатний вік | Постпрацездатний вік |
| -------- | ------- | ------------------ | ---------------- | -------------------- |
| Чоловіки | 63      | 13                 | 46               | 4                    |
| Жінки    | 60      | 13                 | 38               | 9                    |
| Разом    | 123     | 26                 | 84               | 13                   |